# Miratemnus hirsutus
Miratemnus hirsutus är en spindeldjursart som beskrevs av Beier 1955. Miratemnus hirsutus ingår i släktet Miratemnus och familjen Atemnidae. Inga underarter finns listade i Catalogue of Life.